# Carbfix
Carbfix – islandzka firma, która opracowała metodę wychwytywania i rozpuszczania dwutlenku węgla w wodzie oraz jego wtłaczania do podpowierzchniowych bazaltów – jego sekwestracji. Po znalezieniu się pod powierzchnią, związek reaguje ze skałą macierzystą, tworząc stabilne węglany. To zapewnia składowanie gazu w sposób niewpływający na atmosferę.
Początkiem funkcjonowania projektu był rok 2012, kiedy pod ziemię wtłoczono około 200 ton CO2. Wyniki badań opublikowane w 2016 r. wykazały, że 95% zestaliło się w kalcyt w ciągu 2 lat, a wtłoczenie wymagało 25 ton wody na tonę CO2.  Technologię zastosowano w elektrowni Hellisheiði; trwają pracę nad lokacjami w innych częściach Europy.
Temat przedsięwzięcia został poruszony w pierwszej części programu dokumentalnego Zmiany klimatu. Fakty (oryg. Climate change – the facts), w Polsce emitowanym na kanałach BBC Earth i TVP Nauka.

## Założyciele i fundusze

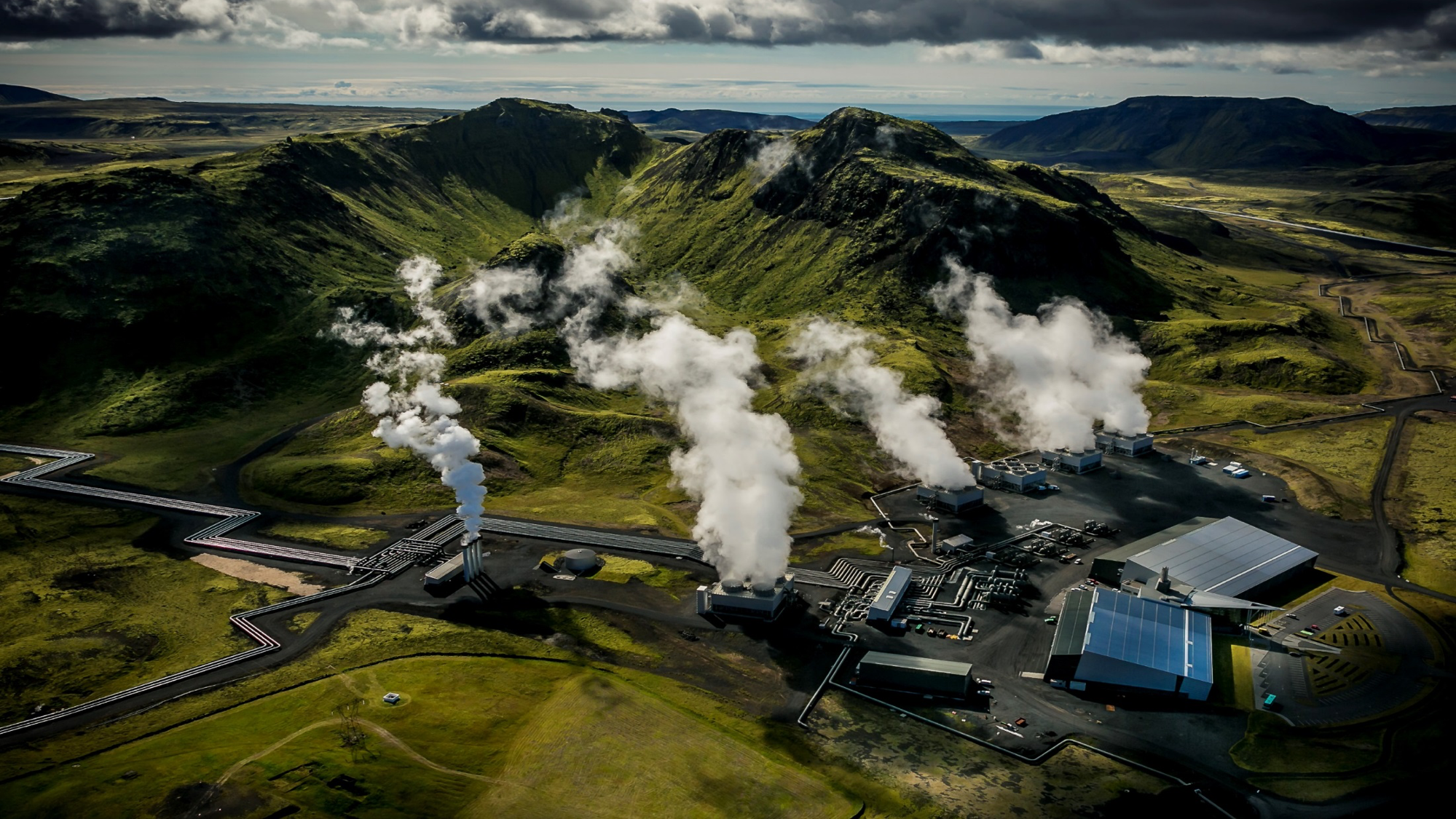
Elektrownia geotermalna Hellisheiði jest pierwszym miejscem realizacji projektu

Firma Carbfix została założona przez ówczesnego prezydenta Islandii – dr Ólafura Ragnara Grímssona, Einara Gunnlaugssona z Reykjavík Energy, Wallace’a S. Broeckera z Uniwersytetu Columbia, Erica H. Oelkersa z CNRS w Tuluzie i Sigurðura Reynira Gíslasona z Uniwersytetu Islandzkiego w celu ograniczenia emisji gazów cieplarnianych w Islandii. Początkowe finansowanie przedsięwzięcia zapewniło Reykjavik Energy. Oprócz opracowania nowej metody trwałego składowania dwutlenku węgla, celem było szkolenie naukowców.
Oprócz Reykjavik Energy, projekt finansowali: Uniwersytet Islandzki, Uniwersytet Columbia, CNRS, fundusz nordycki (11029-NORDICCS), Departament Energii Stanów Zjednoczonych (numer przyznania DE-FE0004847) i Unia Europejska – programem badań i innowacji „Horizon 2020” (dotacje nr 764760 i 764810) oraz za pośrednictwem Komisji Europejskiej projektami: CarbFix (EC coordinated action 283148), Min-GRO (MC-RTN-35488), Delta-Min (PITN-GA-2008-215360) i CO2-REACT (EC Project 317235).

## Technologia

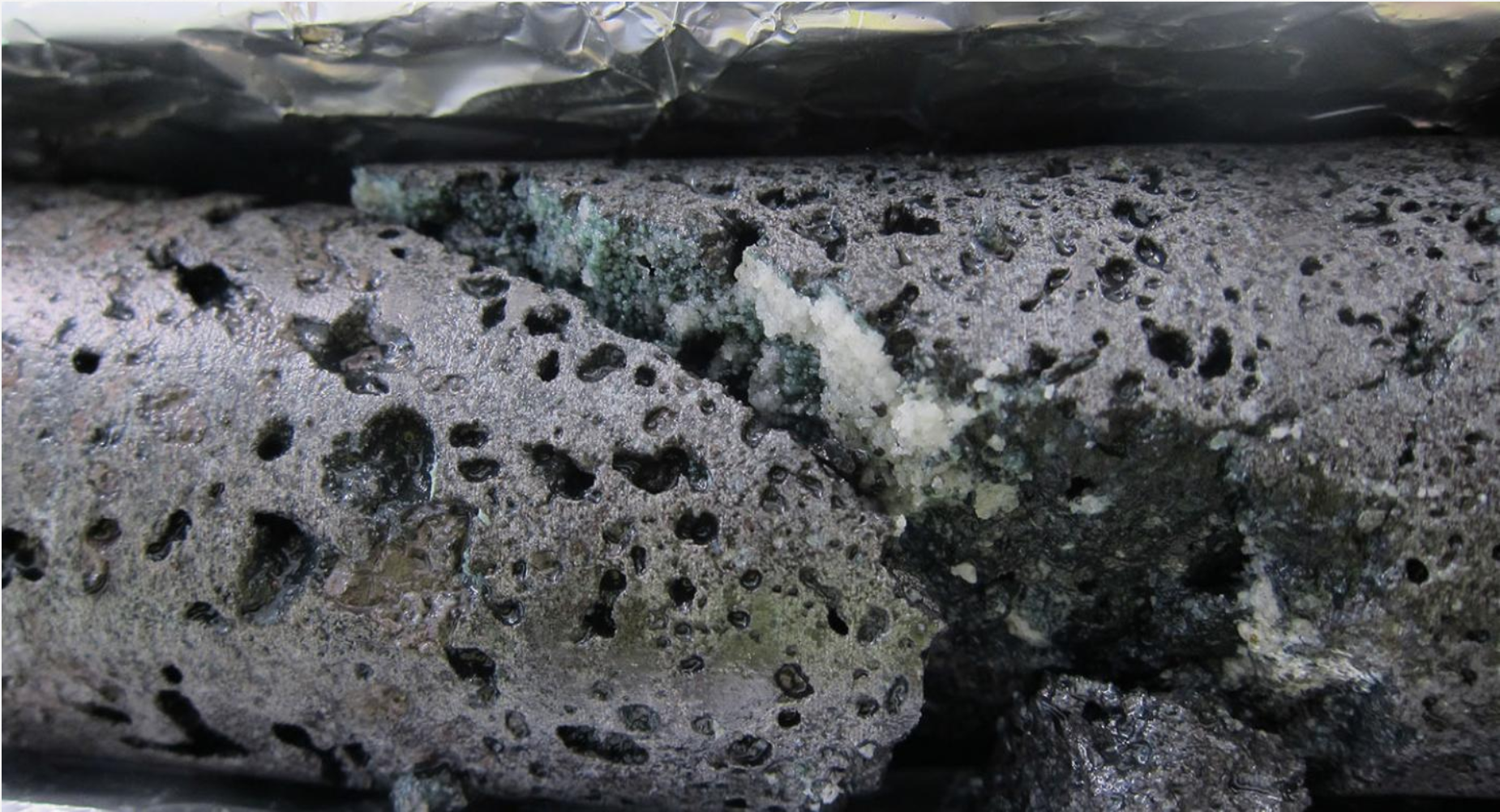
Kalcyt utworzony w bazalcie w wyniku interakcji ze skałą wody z rozpuszczonym w zakładzie Carbfix dwutlenkiem węgla

CO2 jest pobierany bezpośrednio z procesów elektrowni lub wyłapywany filtrami z powietrza atmosferycznego i rozpuszczany w wodzie. Taką wodę wtryskuje się ciśnieniowo pod powierzchnię, gdzie reaguje z wapniem i magnezem obecnymi w skale. Pierwiastki rzadko występują tam w postaci tlenków, co umożliwiałoby reakcje:
- CaO + CO2 → CaCO3
- MgO + CO2 → MgCO3

Niemiej krzemiany tych pierwiastków są powszechne w wielu skałach, takich jak bazalt, więc wystąpić może reakcja, jak:
- Mg2 SiO4 + 2CO2 → 2MgCO3 + SiO2

W rezultacie CO2 jest zatrzymywany bez niebezpiecznych produktów ubocznych.

### Koszty
Szacuje się, że wiercenie i wtryskiwanie pod wysokim ciśnieniem wody z gazem kosztuje w Hellisheiði mniej niż 25 dolarów za tonę.

### Skutki uboczne
Takie działanie wymaga znacznych ilości wody i obecności skał reaktywnych, które nie są dostępne we wszystkich lokalizacjach.
Pobliski wulkan Hengill w wyniku pompowania wody bez CO2 spowodował sekwencję trzęsień ziemi o małej sile; 13 września 2011 r. zgłoszono 250 trzęsień.
Zgłaszano trzęsienia ziemi także po wtryskiwaniu na tym obszarze ścieków. Sejsmiczność indukowaną w Hellisheiði potwierdzają materiały Światowego Kongresu Geotermalnego w 2010 r.

## Krytyka
W marcu 2023 r. spółka spotkała się z krytyką w islandzkich mediach, po tym jak magazyn Mannlíf ujawnił, że jej rzecznik prasowy był sceptykiem zmian klimatycznych. Ólafur Teitur Guðnason w latach 2004–2007 pracował jako felietonista islandzkiej prawicowej gazety Viðskiptablaðið. W swoich artykułach wyraził wątpliwości odnośnie roli człowieka w globalnym ociepleniu i stwierdził, że relacje mediów na ten temat sieją strach. W odpowiedzi na Facebooku Teitur napisał, że stanowisko było błędne i od tego czasu zmienił zdanie. W kolejnym artykule Mannlíf stwierdziło, iż rzeczone felietony posiadają wyraźne cechy fałszywych wiadomości, przedstawiających pseudonaukę jako fakty.

## Aktualny status
Przy elektrowni Hellisheiði zmodernizowano osprzęt spółki w ramach europejskiego projektu CarbFix2, który rozpoczął się w czerwcu 2014 r. Po tym wychwytywany był cały siarkowodór i większość dwutlenku węgla wytwarzanego przez elektrownię. Od 2018 r. jest to 68% H2S i 34% CO2; wstrzykiwanie odbywa się na głębokość 750 metrów. Wyniki pokazują, że większość wtryskiwanych gazów wiąże się w postaci stabilne w czasie krótszym niż jeden rok. Dalsze prace skupiły się na bezpośrednim wychwytywaniu CO2 z atmosfery.
Carbfix jest obecnie zarządzany przez trzech dyrektorów naukowych: Sigurðura Reynira Gíslasona z Uniwersytetu Islandzkiego, Erica H. Oelkersa z CNRS w Tuluzie i Eddę Sif Aradóttir z Reykjavik Energy. Bieżące działania mają na celu upowszechnienie metody, także dzięki wykorzystaniu do rozpuszczania węgla wody morskiej.
Technologia Carbfix jest obecnie wdrażana w trzech nowych zakładach (Hveragerði na Islandii, Kızıldere w Turcji, Bochum w Niemczech) w ramach finansowanego przez Wspólnotę Europejską projektu GECO.
W 2019 r. firma Reykjavik Energy uruchomiła spółkę zależną – Carbfix – w celu komercjalizacji tej technologii.
20 lipca 2021 r. rządy Szwajcarii i Islandii zawarły porozumienie w sprawie wspólnego rozwoju  „technologii emisji ujemnej”, polegającej na ekstrakcji CO2 z atmosfery za pośrednictwem spółek Carbfix i Climeworks.